# Crepidium elegans
Espèce
Synonymes
- Malaxis elegans (Ridl.) Ames (1921)[1]
- Microstylis elegans Ridl. (1896)[2]

Crepidium elegans est une espèce de plantes à fleurs de la famille des Orchidaceae, de la sous-famille des Epidendroideae et de la tribu des Malaxideae.
L'espèce est trouvée à Bornéo (Sarawak). 
C'est une géophyte à pseudobulbes qui croit principalement en milieu tropical humide. 
Le synonyme Malaxis elegans (Ridl.) Ames connait un homonyme, Malaxis elegans (Ridl.) Merr., qui désigne une espèce valide.

## Publication originale
- (en) André Schuiteman & Jeffrey James Wood, Malesian Orchid J., 9, 2011, p. 56.